# Pólko (Szamotuły)
Pour les articles homonymes, voir Pólko.
Pólko (prononciation : [ˈpulkɔ]) est un village polonais de la gmina de Kaźmierz dans le powiat de Szamotuły de la voïvodie de Grande-Pologne dans le centre-ouest de la Pologne.
Il se situe à environ 8 kilomètres à l'ouest de Kaźmierz (siège de la gmina), 12 kilomètres au sud-ouest de Szamotuły (siège du powiat), et à 34 kilomètres au nord-ouest de Poznań (capitale de la Grande-Pologne).

## Histoire
De 1975 à 1998, le village faisait partie du territoire de la voïvodie de Poznań.

Depuis 1999, Pólko est situé dans la voïvodie de Grande-Pologne.
Le village possède une population de 300 habitants en 2006.